# Noah Wunsch

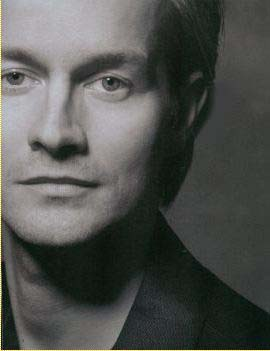
Noah Wunsch

Noah Wunsch (* 1970 in Rendsburg) ist ein deutscher Maler, Fotograf und Modeschöpfer.

## Leben
Noah Wunsch ist Sohn der Hamburger Künstlerin Ursula Unbehaun. In späteren Jahren besuchte der Künstler die Universität für Musik und darstellende Kunst Wien. Fotografie erlernte er bei den Fotografen Christoph Rüdt von Collenberg und Wolfgang Klein. Regie, Musik, Schauspiel und Tanz studierte er an der Stella-Academy Hamburg sowie am Max Reinhardt Seminar Wien. Mit seiner Kunst engagiert sich der Künstler auch für wohltätige Zwecke.

## Malerei

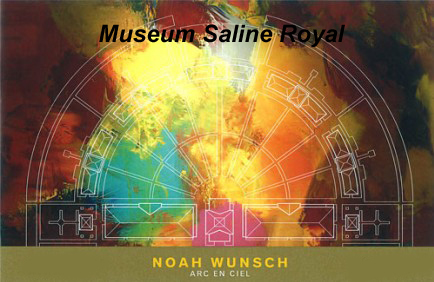
Noah Wunsch Ausstellung „Arc en Ciel“ in Frankreich

Im Mittelpunkt des Schaffens stehen farbintensive und großflächige Gemälde, so z. B. Altarbilder und Kirchengemälde. Seine Wandbilder, die er u. a. in Mexiko, Frankreich, USA gemalt hat, haben eine Breite von bis zu 12 Metern und gelten als sehr hochwertig. Eines der größten Altarbilder der Geschichte, mit einer Größe von nahezu 200 m, wurde von Noah Wunsch geschaffen und in der Königliche Saline in Arc-et-Senans ausgestellt. Neben einer Vielzahl weiterer Altarbilder, inspirierte sein Glaube ihn auch eine Kinderbibel mit seinen Bildern zu entwerfen. Der Maler hat seine Gemälde in zahlreichen Ausstellungen auf der ganzen Welt gezeigt, von Wien, Hamburg, Toulouse, Madrid, Chicago, New York bis Mexiko.

## Fotografie
Als Fotograf porträtierte Noah Wunsch u. a. David Copperfield, Richard von Weizsäcker. John Neumeier, Claudia Schiffer und Diana Ross. Noah Wunsch begleitete als Fotograf u. a. auch die Pariser Modeschauen von Yves St. Laurent, Chanel und Karl Lagerfeld. Die Fotografien, die in namhaften Verlagen wie Grunder & Jahr, Jahreszeiten-Verlag, Bauer Verlag und Mont Blanc veröffentlicht wurden, zeichnen sich durch besondere Sensibilität und Klarheit aus.

## Mode
Seit 2006 ist Noah Wunsch auch als Modeschöpfer erfolgreich. Seine Mode gilt als glamourös und unterwirft sich keinem modischen Trend.